# Distretto di Mut

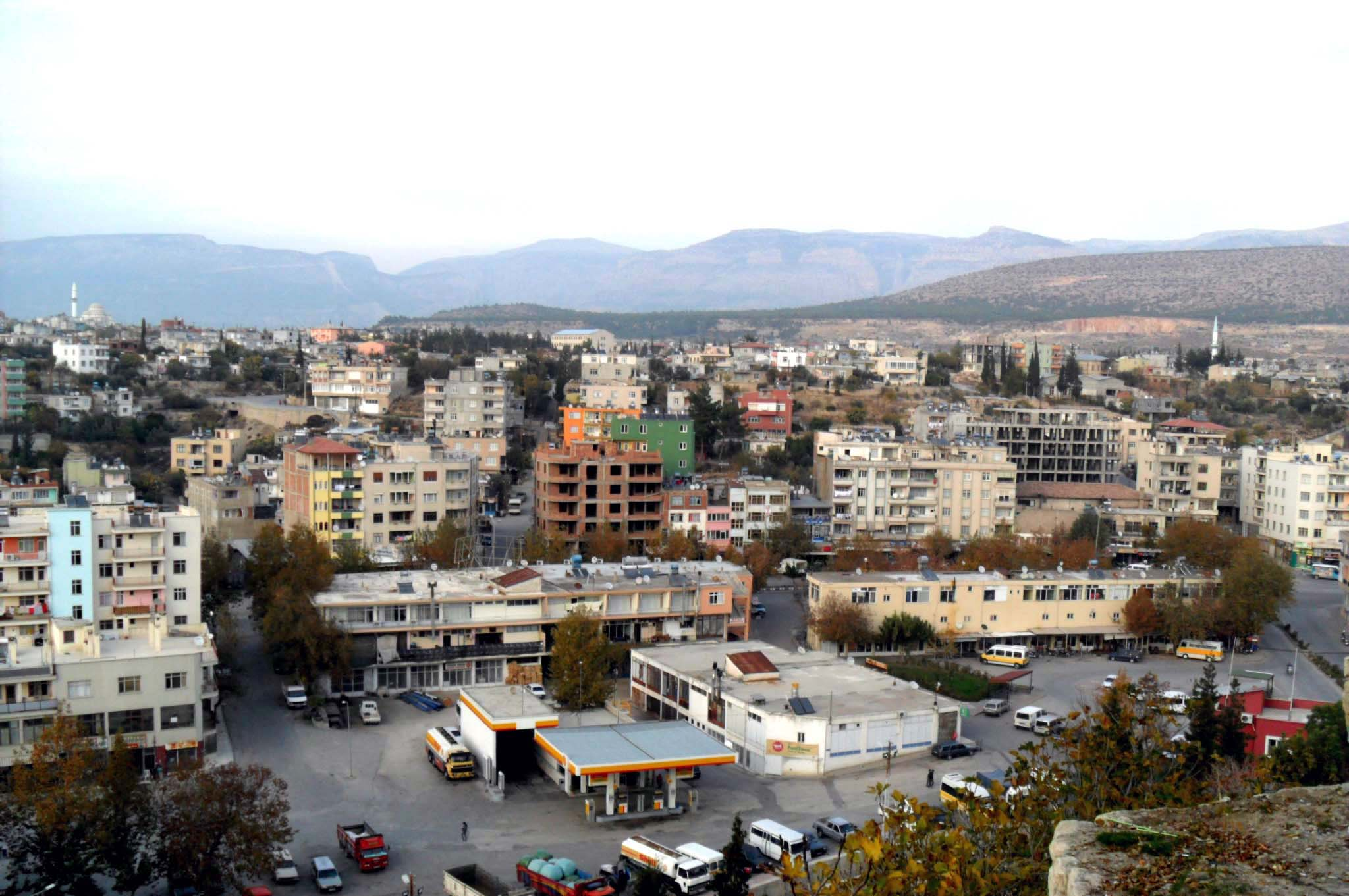
Mut, a view from the west

Il distretto di Mut (in turco Mut ilçesi) è un distretto della provincia di Mersin, in Turchia.

## Geografia fisica
Il distretto è posto all'interno della costa mediterranea, ai piedi del passo di Sertavul che unisce la Cappadocia con la città di Konya, alla costa mediterranea. La regione produce una vasta varietà di frutta e verdura conosciuta come Mut şekerparesi, all'entrata del paese una statua con una ragazza portante un cesto di frutta ne rappresenta l'importanza per la regione. Il periodo estivo è spesso caratterizzato da alte temperature, la popolazione locale, in questo periodo, trova refrigerio sui prati delle alture circostanti o sulle rive del lago artificiale della diga costruita sul fiume Ermenek, le foreste delle alture sono popolate da cinghiali.

## Storia
La regione è abitata si dai tempi degli Ittiti duemila anni prima di Cristo. In seguito fu parte dell'antica Cilicia nell'Asia Minore. Dopo la caduta dell'Impero romano d'Occidente fece parte del regno d'Armenia. Nel tredicesimo secolo venne conquistata dalle tribù turcomanne della dinastia Karamanide, di cui fu capitale per un breve periodo. Vestigia di questo regno, sono ancora visibili come la moschea Lal Pasha e il minareto rosso (Kızılminare). Alla fine del quindicesimo secolo divenne parte dell'impero ottomano.

## Amministrazioni
Appartengono 2 comuni e 90 villaggi.

### Comuni
- Mut (centro)
- Göksu

### Villaggi
- Alaçam
- Aşağıköselerli
- Aydınoğlu
- Bağcağız
- Ballı
- Barabanlı
- Bozdoğan
- Burunköy
- Çağlayangedik
- Çaltılı
- Çamlıca
- Çampınar
- Çatakbağ
- Çatalharman
- Çivi
- Çınarlı
- Çortak
- Çömelek
- Çukurbağ
- Dağpazarı
- Demirkapı
- Dereköy
- Derinçay
- Diştaş
- Elbeyli
- Elmapınar
- Esençay
- Evren
- Fakırca
- Geçimli
- Gençali
- Göcekler
- Gökçetaş
- Göksu
- Güme
- Güzelköy
- Güzelyurt
- Hacıahmetli
- Hacıilyaslı
- Hacınuhlu
- Hacısait
- Hamamköy
- Haydarköy
- Hisarköy
- Hocalı
- Irmaklı
- Işıklar
- İbrahimli
- İlice
- Kadıköy
- Karacaoğlan
- Karadiken
- Kavaklı
- Kavaközü
- Kayabaşı
- Kayaönü
- Kelceköy
- Kemenli
- Kırkkavak
- Kışlaköy
- Kızılalan
- Köselerli
- Kumaçukuru
- Kurtsuyu
- Kurtuluş
- Mirahor
- Mucuk
- Narlı
- Narlıdere
- Ortaköy
- Özköy
- Özlü
- Palantepe
- Pamuklu
- Sakız
- Sarıkavak
- Sarıveliler
- Selamlı
- Suçatı
- Tekeli
- Topkaya
- Topluca
- Tuğrul
- Yalnızcabağ
- Yapıntı
- Yeşilköy
- Yeşilyurt
- Yıldızköy
- Yukarıköselerli
- Zeytinçukuru